# 烏拉奇切
烏拉奇切（西班牙語：Urachiche），是委內瑞拉的城鎮，位於該國西部亞拉奎州，是烏拉奇切市的首府，始建於1620年，面積170平方公里，該城鎮海拔高度472米，2011年人口22,276。
10°9′33″N 69°0′10″W / 10.15917°N 69.00278°W